# Diocèse de Kribi
Le diocèse de Kribi est un diocèse catholique au Cameroun. Il constitue l'un des sept diocèses de la province ecclésiastique de Yaoundé, son siège est à Kribi dans la région du Sud.

## Histoire

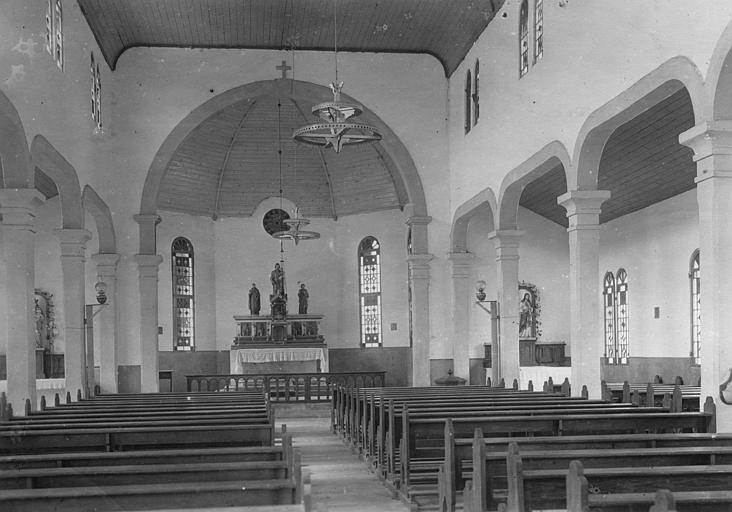
Chœur de l'église de Kribi (en 1917)

Le diocèse de Kribi est créé le 19 juin 2008 par démembrement du diocèse d'Ebolowa-Kribi. Il est suffragant de l’archidiocèse de Yaoundé.

## Géographie
Le diocèse est situé dans la région du Sud. Son siège est la cathédrale de Saint Joseph de Kribi.
En 2021, le diocèse compte 46 paroisses.

## Paroisses
Le Diocèse de Kribi compte 6 Zones pastorales constituées de 37 Paroisses, 1 Quasi-paroisse, 1 Poste central autonome et 8 Centres eucharistiques :

### Zone pastorale Kribi
Elle est constituée de 7 paroisses et 1 poste central autonome,
- Saint Joseph de Kribi (Cathédrale)
- Sainte Thérèse de l'Enfant-Jésus de New-Town
- Les Saints Martyrs de l'Ouganda de Dombè
- Saint Jude d'Afan-Mabé
- Saint Benedict Parish of Bikondo
- Saint Jean-Paul II de Bissiang
- Sainte Croix de Bidou
- † Marie Reine de Mpangou (Poste central autonome)

### Zone pastorale Océan Beach
Elle est constituée de 4 paroisses et 2 centres eucharistiques,
- Sainte Croix de Bwambè
- Saint Pierre-Claver de Grand-Batanga
- Sainte Anne d'Ebodjè
- Sacré-Cœur de Campo
- † Saint Nicolas de Dibunè (Centre eucharistique)
- † Sainte Angèle de Lolabé (Centre eucharistique)

### Zone pastorale Lokoundjé
Elle est constituée de 5 paroisses et 2 centres eucharistiques,
- Saint Laurent de Nziou
- Saint Raphaël Archange de Mpalla
- Saint Claude de Londji
- Notre-Dame de l'Assomption de Fifinda
- Notre-Dame de l'Immaculée Conception d’Elogbatindi
- † Saint Marc d'Elabè (Centre eucharistique)
- † Saint David de Bébambwè (Centre eucharistique)

### Zone pastorale Kienké
Elle est constituée de 5 paroisses et 2 centres eucharistiques,
- Sainte Anne de Loundi-Aviation
- Sainte Marthe de Socapalm-Wijma
- Notre-Dame de l’Immaculée conception d’Hévécam 1
- Saint Joseph le Travailleur d'Hévécam 2
- Saint Etienne d'Akom 2
- Saint Pierre d'Adjap (Centre eucharistique)
- Marie Mère de Dieu d'Hévécam 3 (Centre eucharistique)

### Zone pastorale Océan Centre
Elle est constituée de 6 paroisses et 1 centre eucharistique
- Saint Jean-Baptiste de Bipindi
- Saint Gabriel de Moungué
- Sainte Famille de Nsola
- Sainte Jeanne d'Arc de Bambi-Bidjouka
- Saint François-Xavier de Ngovayang
- Saint Pierre-Claver de Lolodorf
- Saint Etienne de Bikoka (Centre eucharistique)

### Zone pastorale Océan Nord
Elle est constituée de 10 paroisses, 1 quasi-paroisse et 1 centre eucharistique,
- Saint Paul de Mvengue
- Sainte Marie Refuge des pécheurs d'Ebom
- Saint Antoine de Padoue de Nyamfendé
- Saints Cœurs de Jésus et de Marie de Melondo
- Saints Pierre et Paul de Bikop
- Toussaint de Menganda
- Notre-Dame de l'Espérance d'Atinzam
- Saint Thomas de Wom
- Saint Augustin d'Okoga
- Christ-Roi de Minkan
- † Sainte Famille d'Okara Obele / Nkol-Abang (Quasi-paroisse)
- † Sainte Famille d'Abam (Centre eucharistique)